# Heleoplankton
Heleoplankton – plankton stawowy, a ściślej słodkowodnych stawów wyróżniających się dużą obfitością.
W stawie jedyną strefą ekologiczną jest litoral. W odróżnieniu do jeziora nie występuje strefa głębinowa – profundal, oraz otwarta toń wodna – pelagial. Cała powierzchnia dna, na ogół porośnięta jest makrofitami. Wyróżnia się stawy naturalne (stawowe jeziora) i sztuczne (antropogeniczne) – służące głównie do produkcji ryb.

## Fitoplankton
Główną grupą fitoplanktonu są zielenice: Volvox, Pandorina, Eudorina, Scenodesmus, Ankistrodesmus, Tetraedron, złotowiciowce: Dinobryon, Mallomonas, bruzdnice: Ceratium hirudinella, sinice (wiążące wolny azot): Microcystis, Anabena.
W zależności od pór roku i dostępności wody w sole mineralne fitoplankton stawowy może zawierać rośliny o różnym składzie gatunkowym i ilościowym. Jest to związane ze zużyciem soli biogennych oraz akumulacją substancji hamujących wzrost nadmiernego rozwoju grzybów pasożytniczych – niszczących komórki planktonu.
W wyniku maksymalnego rozwoju planktonu powstają zakwity, które wskazują na dobry stan pokarmowy stawu. Zakwity powstają najczęściej w wyniku nawożenia stawów związkami mineralnymi. Martwy fitoplankton jest podłożem dla rozwoju bakterii i wraz z nimi, jako detrytus stanowi pokarm dla zwierząt planktonowych.

## Zooplankton
W jego skład wchodzą wrotki: Keratella, oraz gatunki drobno zbiornikowe. W stawach można spotkać również liścionogi (Phylopoda), widłonogi (Copepoda) oraz drobne larwy jętek, ochotkowatych i komarów.
Rozwijają się również skorupiaki plankotonowe, co jest związane z żyznością wody i temperaturą. Płytkie, żyzne i nagrzane stawy mają bardzo liczny plankton skorupiaków złożony głównie z dużych rozwielitek. Plankton mniej urodzajnych stawów składa się z wrotków i drobnych rozwielitek.
Plankton zbiorników astatycznych okresowo wysychających cechuje się pojawieniem takich gatunków wioślarek jak Moina macrocopa.
W małych i płytkich stawach panują stresowe warunki życia dla hydrobiontów pozwalając przeżyć wyłącznie gatunkom eurywalentnym, o krótkim okresie rozwoju, zdolnym przeżyć ciężkie warunki. Niektóre bezkręgowce dzięki diapauzie zdolne są przetrwać w osadach dennych niesprzyjające warunki (np. przemarzanie, przesuszenie).